# Йошта

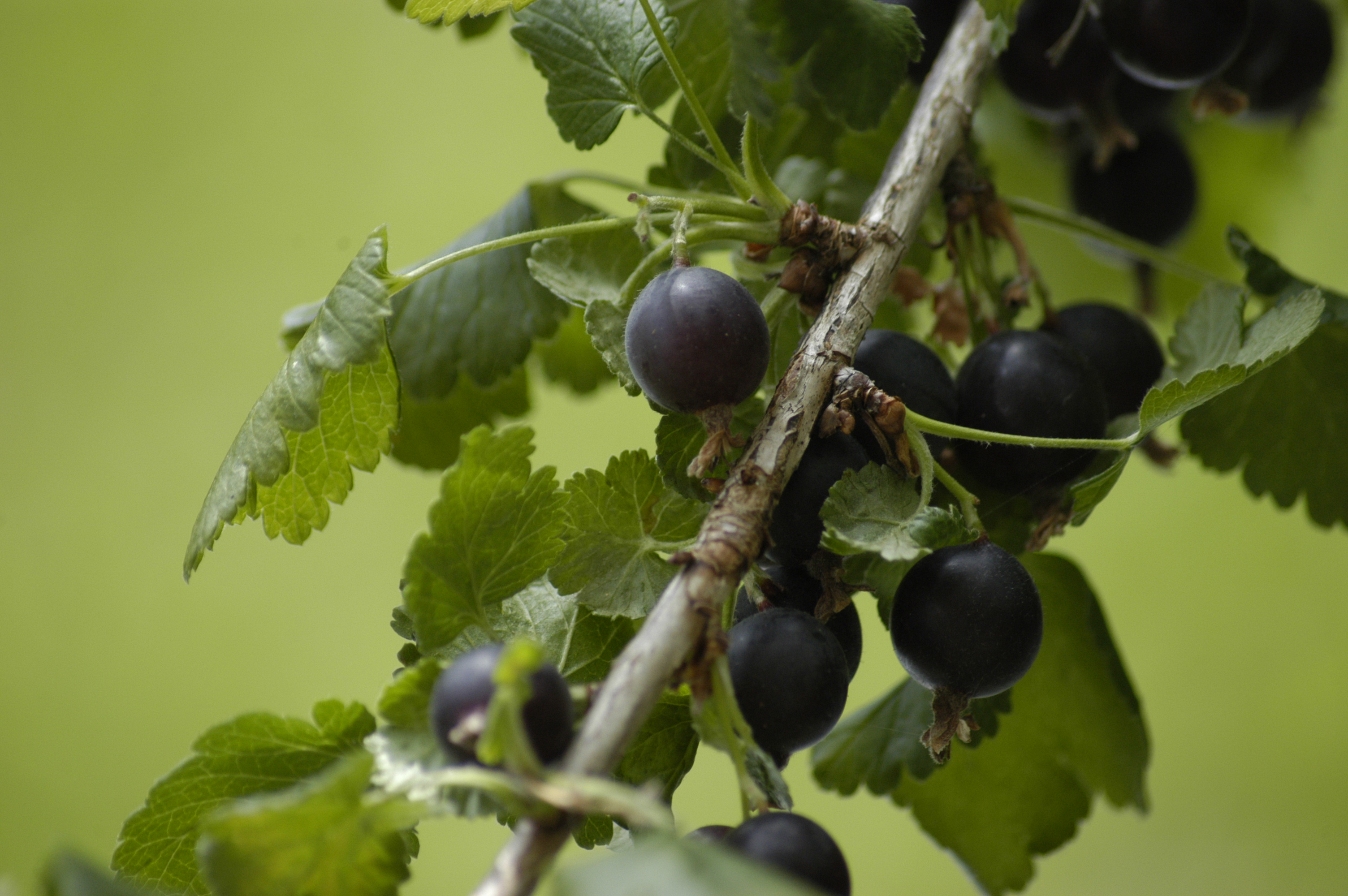
Йошта

Йо́шта (від нім. Johannisbeere — смородина і нім. Stachelbeere — аґрус) — гібрид смородини та аґрусу. 
Рослина виведена в 1970-х роках у ФРН селекціонером Рудольфом Бауером. На початку ХХІ століття також було виведено гібриди в інших країнах — США, Швеції та Угорщині.
На Черкащині цю рослину називають бемберець.

## Опис
Йошта — багаторічний ягідний чагарник. Кущі потужні, розлогі. Швидко розростаються, утворюючи пагони висотою 1,5 м і більше. На відміну від аґрусу, не мають шипів. В середньому плодоносний кущ складається з 15-20 крупних гілок різного віку. Діаметр крони близько 1,5-2 м. Коренева система залягає на глибині 30-40 см.
Листя темно-зелене, велике та блискуче, без яскраво вираженого смородинового аромату.
Квітки великі та яскраві.
Ягоди чорного кольору з фіолетовим відливом. Їх відрізняє щільна шкірка, а розміром і формою вони схожі на вишню. За смаком кисло-солодкі, з приємним мускатним присмаком. Середня маса плоду близько 3 г, хоча окремі ягоди можуть досягати і 5 г. При повному дозріванні не обсипаються.
Особливість рослини — стійкість до хвороб (антракноз, борошниста роса) і шкідників. Стійка проти зимових морозів. Тривалість життя близько 20-30 років.